# Никольское (Глазуновский район)
Никольское — деревня в Глазуновском районе Орловской области России. 
Входит в Очкинское сельское поселение в рамках организации местного самоуправления и в Очкинский сельсовет в рамках административно-территориального устройства.

## География
Расположена в 14 км к юго-западу от райцентра, посёлка городского типа Глазуновка, и в 67 км к югу от центра города Орёл.

## Население
| 2002 | 2010 |
| ---- | ---- |
| 207  | ↗218 |

Согласно результатам переписи 2002 года, в национальной структуре населения русские составляли 95 % от жителей.